# Generalife
El Generalife es la villa con jardines habitada por los reyes nazaríes de Granada como lugar de descanso, situado en la ciudad española de Granada, en Andalucía. Fue concebida como villa rural, donde jardines ornamentales, huertos y arquitectura se integraban, en las cercanías de la Alhambra. Ese huerto real era común en las cortes hispano-árabes y es fruto de las reformas y añadidos que le aportaron los diferentes sultanes. Por sus elementos decorativos más antiguos, el palacio debió de construirse a finales del siglo XIII por el segundo sultán de la dinastía nazarí, Muhammad II (1273-1302). Fue declarado, junto con la Alhambra, Patrimonio de la Humanidad por la Unesco en 1984.
El Generalife está situado fuera de las murallas de la Alhambra, al este, en la ladera del Cerro del Sol. Finca de recreo de los sultanes nazaríes pero también utilizada para su explotación agrícola. En el período medieval tenía al menos cuatro huertas y la residencia es un palacio al que el visir Ibn al-Yayyab llamó Casa Real de la Felicidad.
Es de estilo árabe nazarí y está situado en el lado septentrional de la Alhambra. En la época de su construcción, estaba situado fuera del perímetro de la Granada musulmana, y carecía de comunicación directa con la Alhambra, era su acceso principal el camino del barranco Aikabia, la actual Cuesta de los Chinos, que ascendía desde el río Darro.
Está formado por un conjunto de edificaciones, patios y jardines, que lo convierten en uno de los mayores atractivos de la ciudad de Granada, y, junto con la Alhambra, en uno de los conjuntos arquitectónicos más destacables de la arquitectura civil musulmana. Desde el exterior se contemplan dos pabellones situados a norte y sur, y comunicados por un patio recorrido por el curso del agua, los dos pabellones se encuentran muy reformados.

## Etimología
La etimología más citada para la palabra «Generalife» deriva de jannat al-'arif (en árabe: جَنَّة الْعَرِيف) que significa «jardín del arquitecto», «jardín del artista», «jardín del gnóstico» o incluso «jardín del flautista». Sin embargo, según Robert Irwin, esta etimología tradicional sería errónea y su origen sería incierto. El historiador Luis del Mármol Carvajal en el siglo XVI lo denomina como Ginalarife, lo que, según J.D. Latham evidenciaría que la raíz primigenia era jinan y no jannat. Por lo tanto, la denominación de Generalife sería simplemente el equivalente de «vergel principal». No obstante, una inscripción ornamental en el palacio de Ibn al-Yayyab lo denominaba como Dar al-Mamlakat as-Sa'ida, «la morada del reino feliz».

## Historia

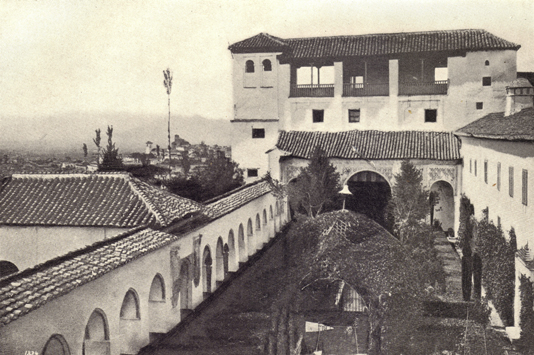
El Patio de la Acequia en el, antes de la instalación de las fuentes modernas.

Basándose en la investigación de las antiguas decoraciones del palacio, el Generalife fue construido en su origen por Muhammad II (1273-1302) a finales del siglo XIII o por Muhammad III (1302-1309) a comienzos del siglo XIV. Aunque no hubiera comenzado su construcción, Muhammad III al menos contribuyó en algunas decoraciones tempranas. Los posteriores gobernantes nazaríes fueron realizando nuevos añadidos conforme gobernaban. Según una inscripción, pronto fue remodelado y redecorado por Ismail I en 1319, mientras que existen evidencias de que Muhammad V (r. 1354-59; 1362-91), quien llevó a cabo un intenso programa constructor en la Alhambra, también realizó obras en el Generalife. Finalmente, Yusuf III (r. 1354-59) realizó modificaciones en los sectores meridionales del palacio en el siglo XV.El Generalife es uno de los jardines islámicos más antiguos que se han preservado hasta la actualidad. Sin embargo, los jardines presentan varias modificaciones y añadidos desde el siglo XVI, tras la conquista cristiana de Granada, hasta el siglo XX. El viajero veneciano Andrea Navagero visitó el Generalife entre 1524-26, dando una descripción del mismo antes de que se produjeran estas alteraciones posteriores, hecho que ha ayudado a los profesionales modernos a reconstruir la apariencia original del palacio y sus jardines.
Théophile Gautier, un visitante en el siglo XIX, se quejaba de lo siguiente:
Del Generalife no queda nada, a excepción de algunas arcadas y algunos paneles de estilo arabesco, desgraciadamente ocultos bajo capas de cal que han sido aplicadas unas sobre otras con inmensa obstinación de limpieza desalentadora. Poco a poco las delicadas esculturas y los maravillosos guilloches de esta arquitectura de cuento de hadas han sido borrados, ocultados y sepultados. Lo que en la actualidad es un muro escasamente vermiculado, antiguamente era un trabajo de lacería tan exquisito como esas hojas de marfil que los chinos esculpen para los admiradores.
La apariencia actual de los jardines, en particular los Jardines Nuevos, se debe en gran medida a Francisco Prieto Moreno, quien remodeló gran parte de ellos entre 1931 y 1951 y aplicó influencias italianas en su diseño. En 1958 un incendio destruyó o dañó la mayor parte de la sección septentrional del Generalife. Sin embargo, los daños materiales del fuego y las subsecuentes reparaciones que se realizaron permitieron unos excavaciones que revelaron los diseños originales de los jardines. En el Patio de la Acequia los arqueólogos descubrieron los pavimentos originales de época nazarí y consiguieron identificar el suelo de los jardines islámicos enterrados bajo 70 centímetros de nuevos sedimentos, así como instalaron un sistema hidráulico que permitió que los jardines volvieran a llenarse de agua. No obstante, tras estas excavaciones, el nivel original del pavimento volvió a ser rellenado hasta medio metro con nuevos materiales, los orificios fueron sepultados y los jardines volvieron a replantarse sin ninguna relación con los jardines islámicos. Sin embargo, la capa original de todo el conjunto y sus divisiones continúan siendo los originales. Algunas restauraciones más recientes se han centrado en el análisis de la flora original de los jardines.
Desde 1984 el Generalife ha sido inscrito como Patrimonio de la Humanidad por la Unesco junto a la Alhambra.

## Arquitectura
El Generalife actualmente incluye una mezcla de elementos de época nazarí y restauraciones modernas, especialmente en la apariencia de los jardines. Los caminos están pavimentados al estilo granadino con mosaicos de cantos rodados, los blancos del río Darro y los negros del río Genil.

### Jardines Nuevos
Gran parte del complejo actualmente está ocupado por los Jardines Nuevos, espacio verde que fue conformado en el siglo XX en la zona meridional más cercana a los palacios históricos. La sección sur de estos jardines fue diseñada por Francisco Prieto Moreno y concluyó en 1951, e incluyen muros formados por cipreses podados y grandes albercas cruciformes de inspiración islámica junto con otras plantas decorativas. Por otro lado, la sección norte de los jardines alberga un laberinto de setos de rosas y fue diseñado por Leopoldo Torrés Balbás en 1931. Los jardines que se encuentran en la colina bajo esta gran terraza, en el área suroccidental, se denominan como Las Huertas, consisten en varias terrazas de gran tamaño llenas de vegetación y han tenido este mismo uso desde el siglo XIV.

### Patio de la Acequia
El núcleo del complejo palaciego es el Patio de la Acequia, la estructura más grande y emblemática del Generalife. Se accede a través de un patio más pequeño en la parte meridional, el Patio de Polo, al que a su vez se accede a través del denominado como Patio del Apeadero. El Patio de la Acequia responde al esquema árabe de patio cuatripartito, que tiene sus orígenes en los jardines persas chahar bagh, un estilo que se expandió por todo el mundo islámico y también puede encontrarse en varios jardines de la antigua al-Ándalus, especialmente Andalucía, y el Magreb. Su disposición longitudinal se encuentra condicionada por el terreno y potenciada por la presencia de la Acequia Real, que llevaba el agua al resto de los huertos y posteriormente a la Alhambra. La acequia está flanqueada por dos filas de surtidores añadidos en el siglo XIX que cruzan sus chorros de agua, mientras que originalmente habría una fuente en el centro del patio, además de las dos fuentes a ambos extremos que continúan en la actualidad y que se encuentran cada una bajo un pequeño pabellón. El Pabellón Sur es una estructura de dos plantas con un pórtico enfrentado al patio y conserva muy pocos elementos originales de época nazarí, mientras que el Pabellón Norte, sin embargo, está precedido por un pórtico de cinco arcos, además de uno central más grande. Las arcadas muestran una rica decoración estucada con sebka e inscripciones en árabe cursiva, el nasjí, y detrás una galería techada, cubierta con una techumbre de madera con artesonados octogonales, que dirige a otra cámara a través de una entrada de tres arcos estucada.

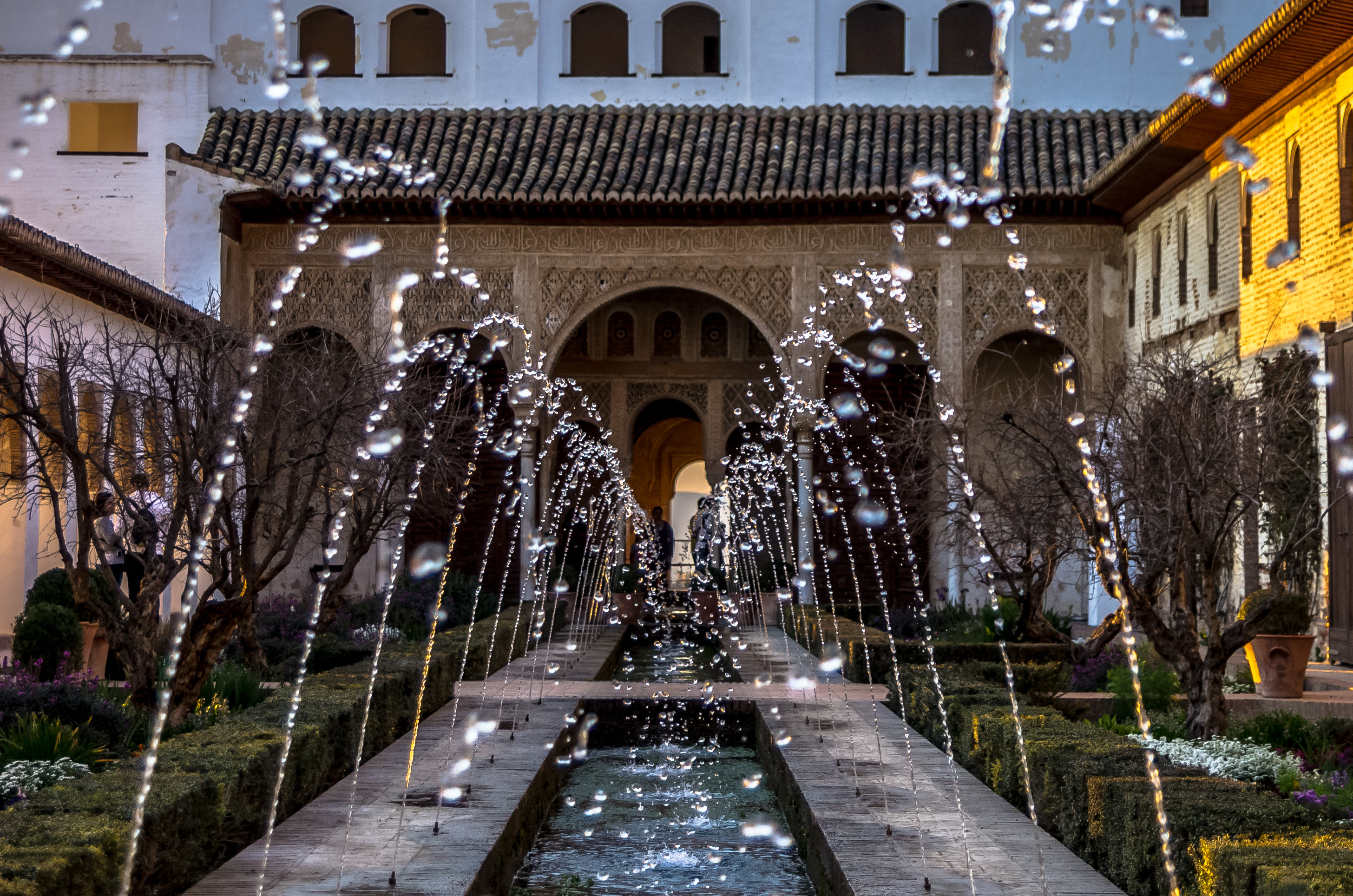
Fuente del patio de la Acequia
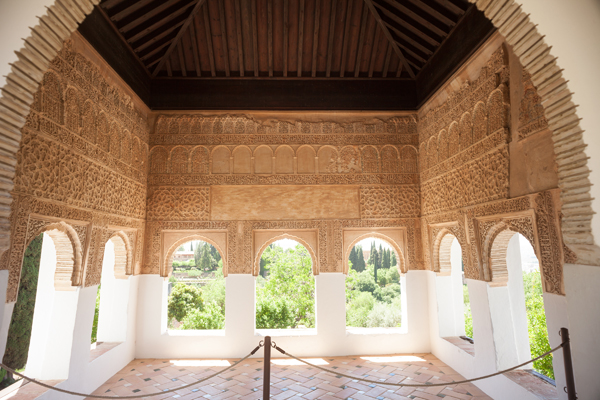
Mirador
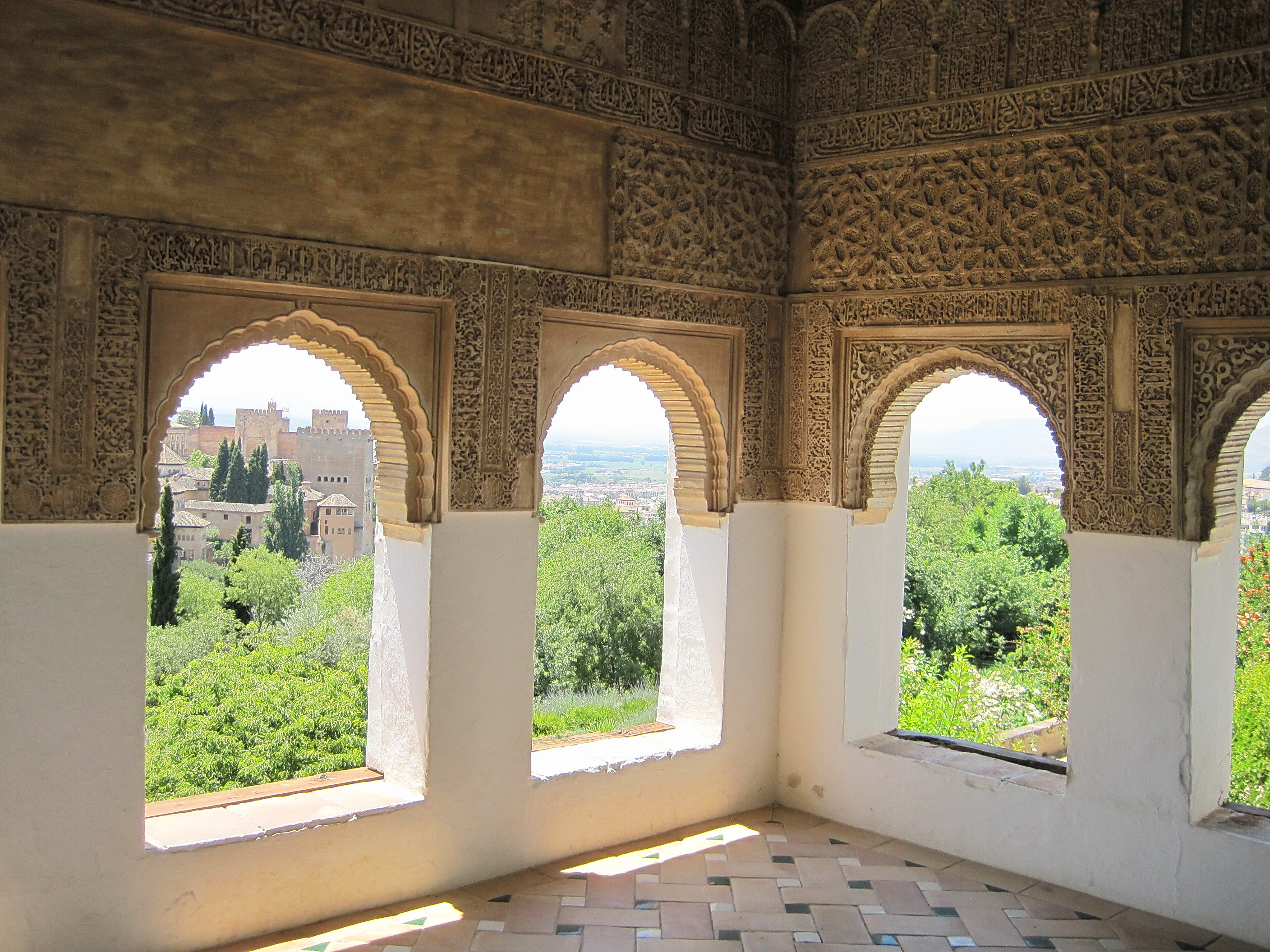
Mirador
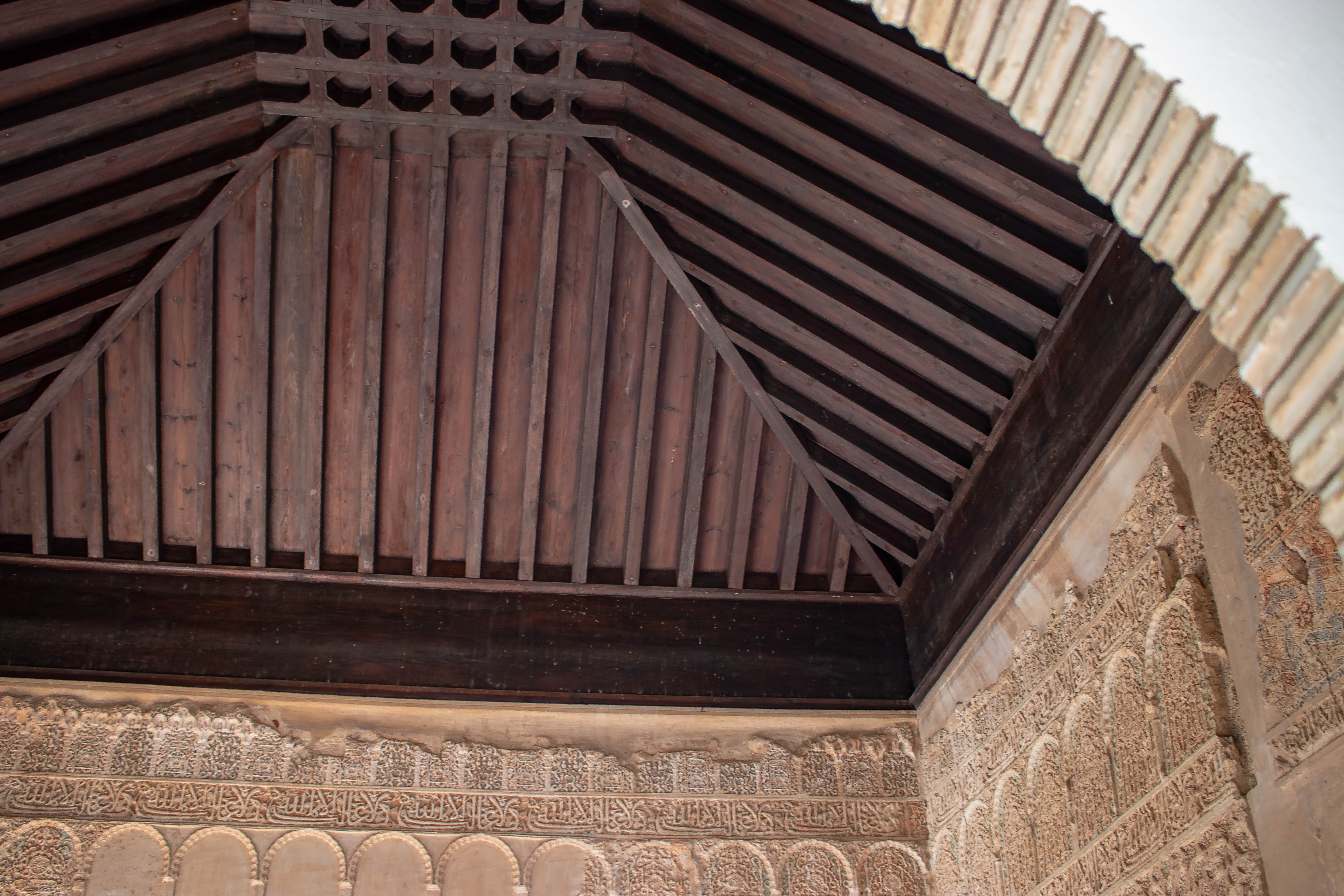
Mirador

Detrás de esta cámara se encuentra la denominada Sala Regia, cubierta de nuevo por una techumbre de madera mientras que sus arcos y paredes estaban decoradas con estuco, incluyendo la famosa técnica de mocárabes. En el centro de la parte norte de esta cámara se encuentra el mirador de Ismail, con más decoración en estuco y que tiene unas vistas priviligiada al barrio del Albaicín desde sus ventanas. La decoración tanto de esta sala como del resto del conjunto es comparativamente más sobria que la de las salas de la Alhambra. Como villa rural de descanso, la ausencia de fasto debía de ser preponderante. En palabras de Leopoldo Torres Balbás:

En el Generalife todo es sencillo e íntimo. No hay nada –arquitectura o naturaleza condicionada por la mano del hombre– que trate de asombrarnos con pretensiones de magnificencia o de monumentalidad.

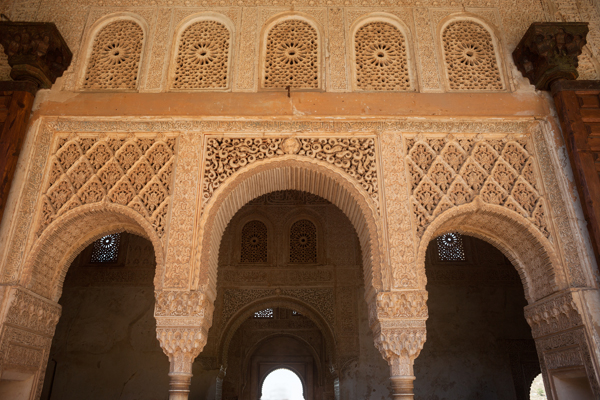
Cámara Real
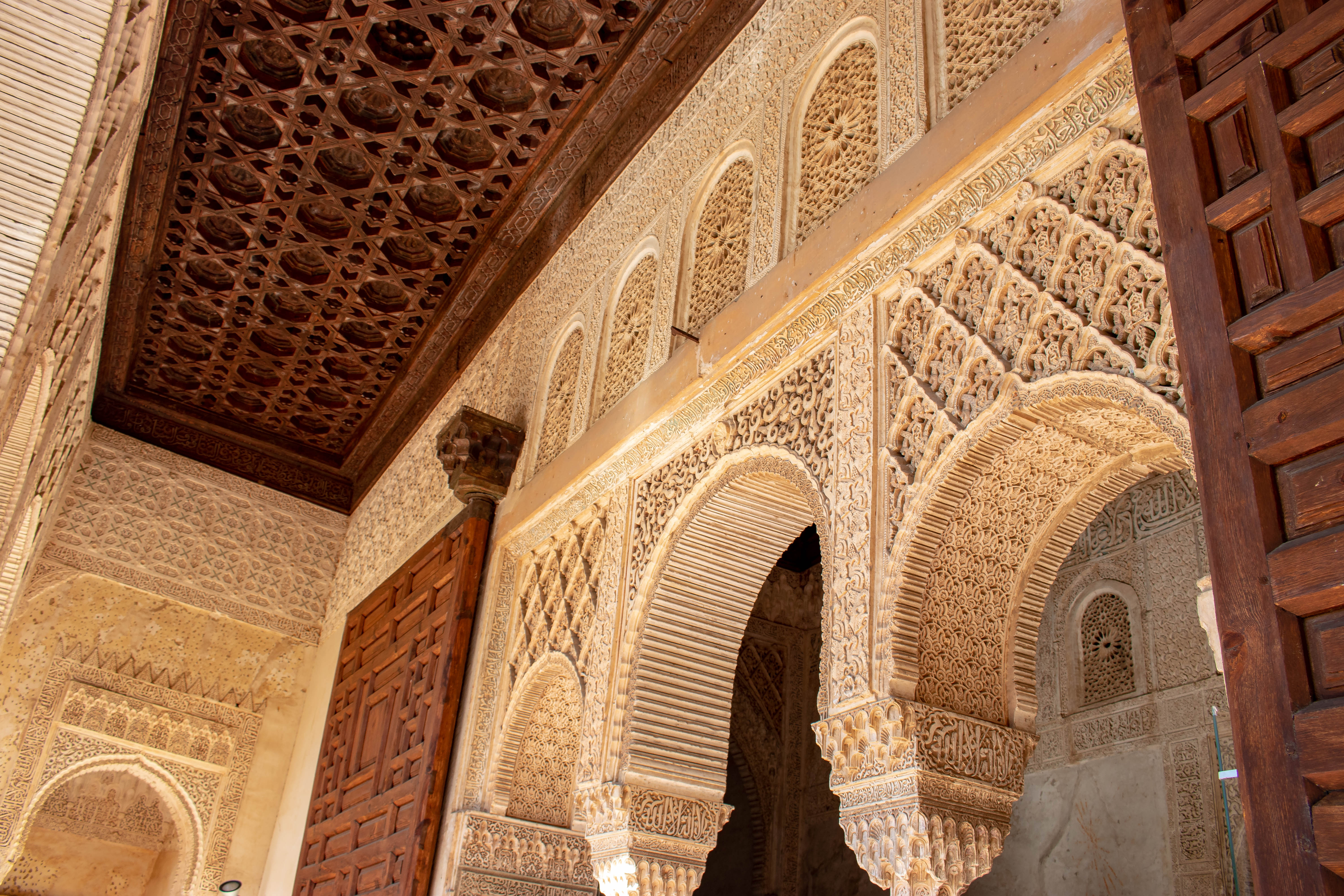
Cámara Real
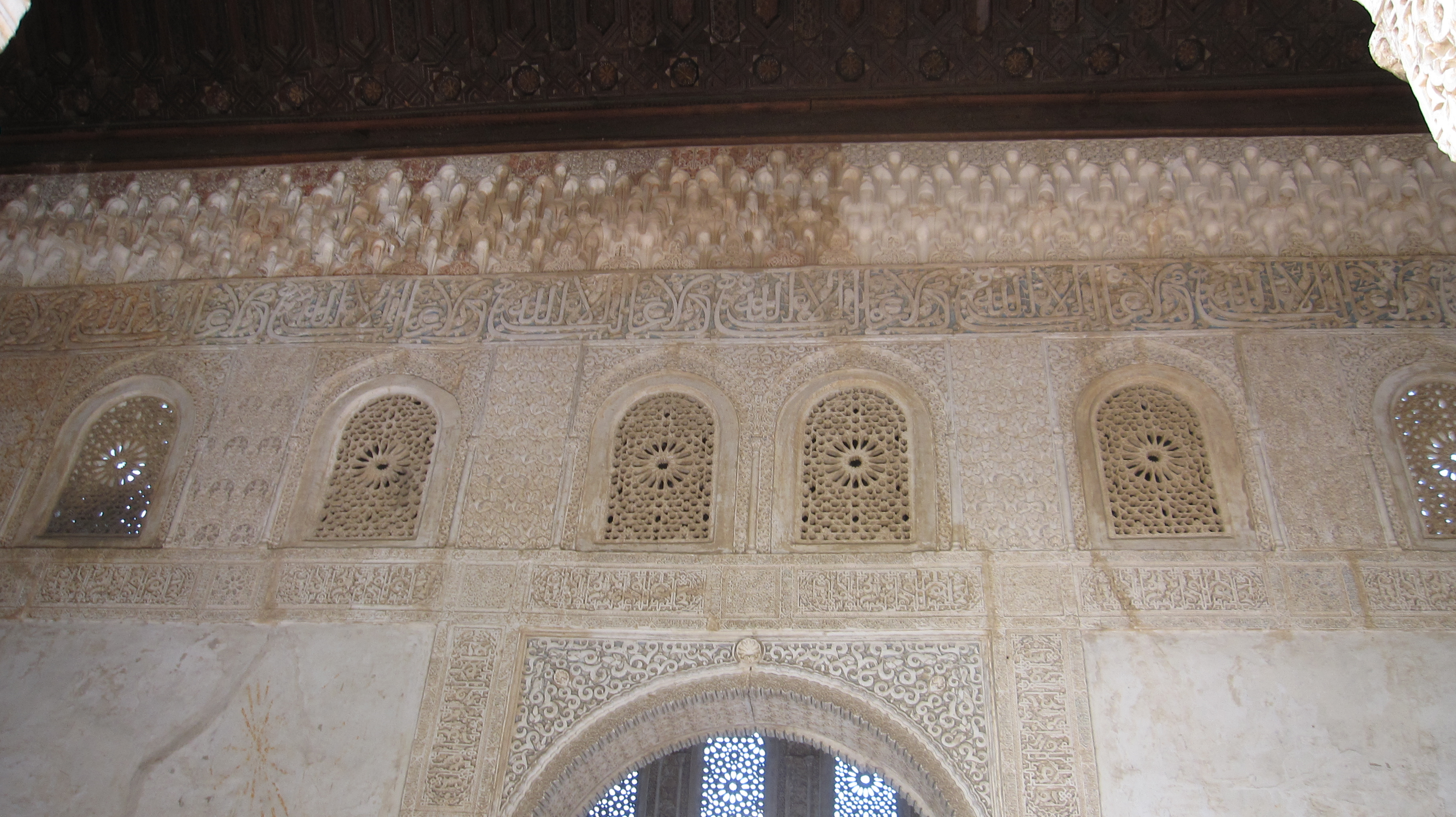
Cámara Real
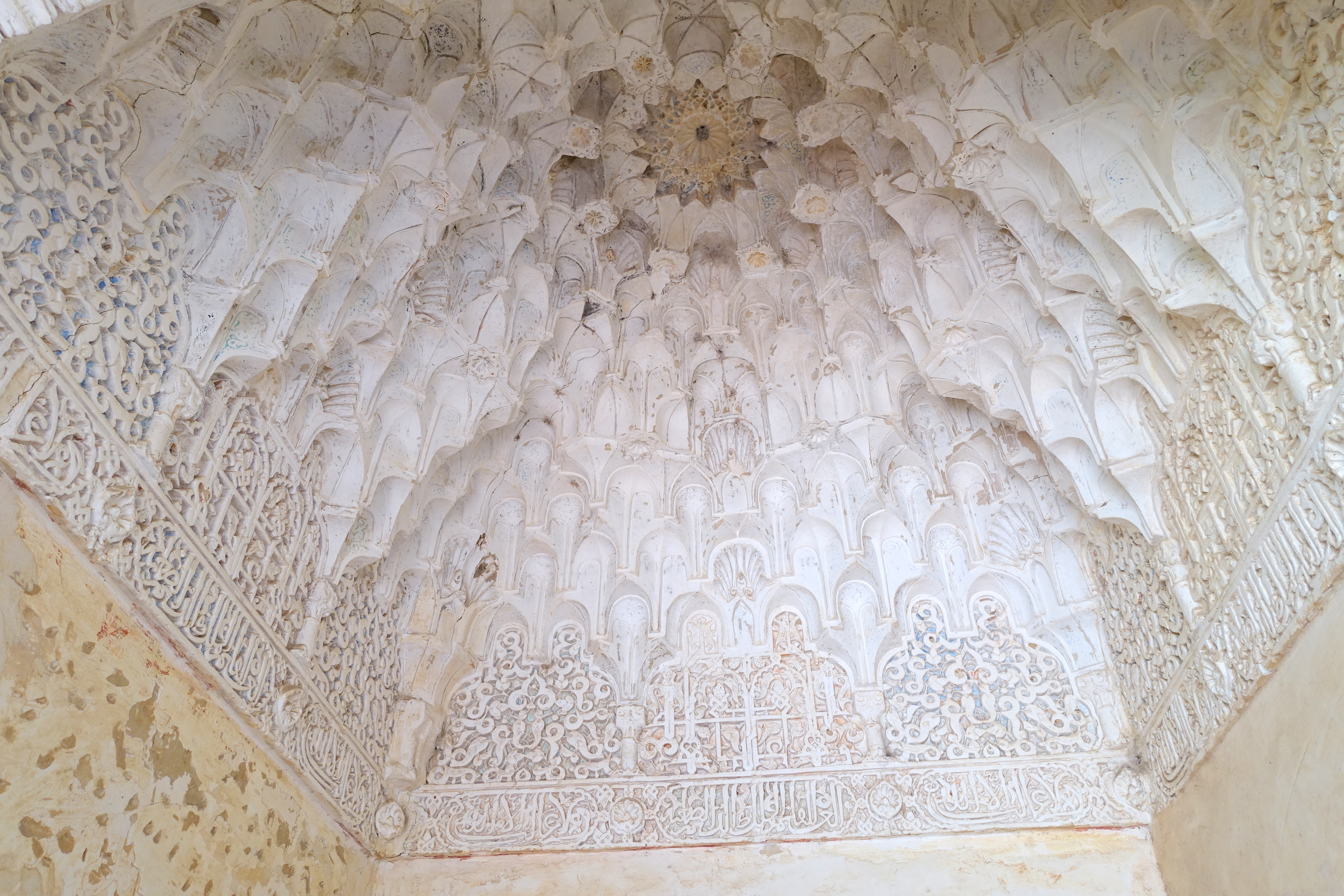
Cámara Real

### Patio del Ciprés de la Sultana

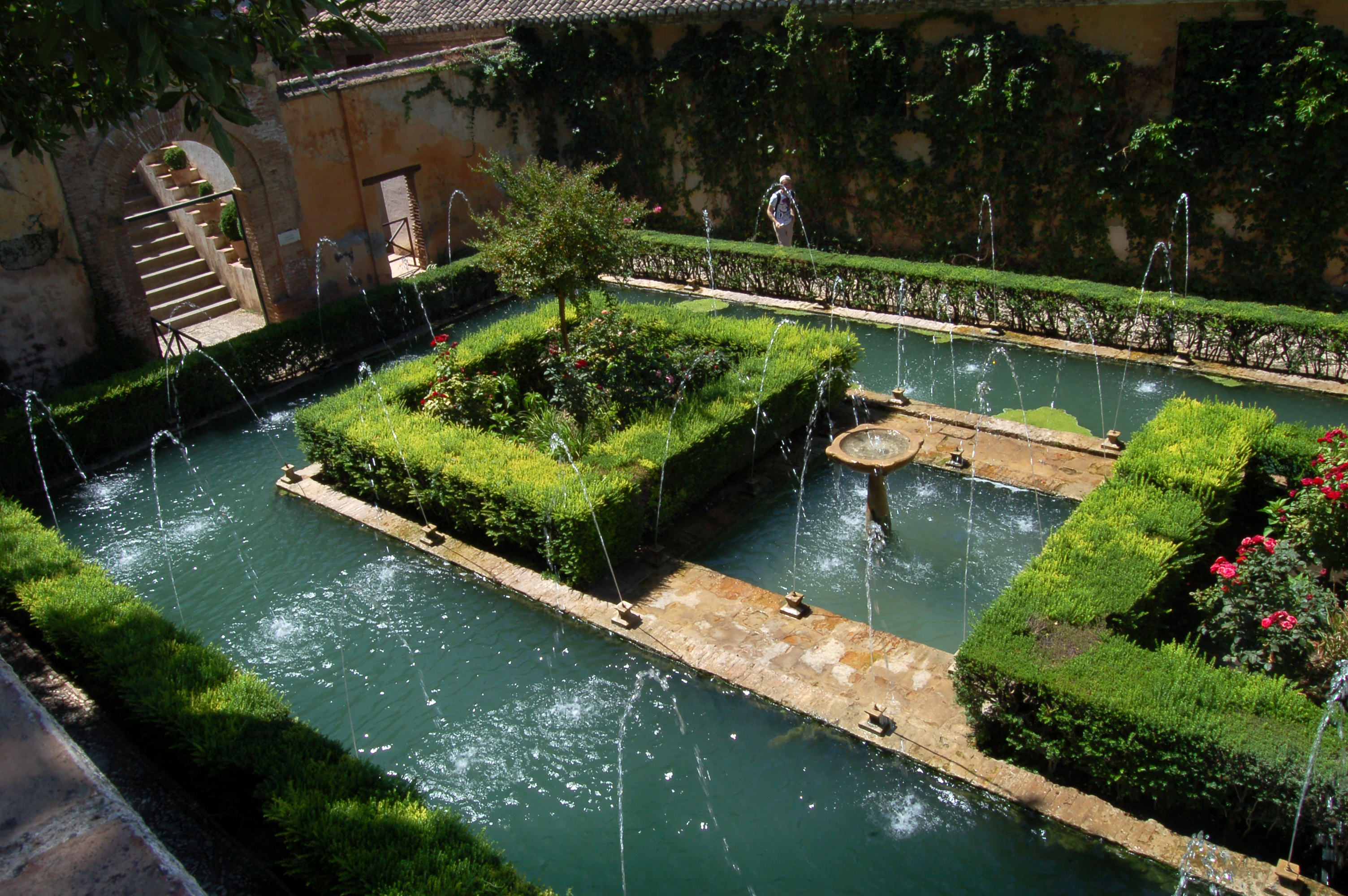
Patio del Ciprés de la Sultana

De la Sala Regia se accede, a través de unas escaleras, a un cuerpo con doble galerías renacentistas, al que se abre el Patio del Ciprés de la Sultana, protagonista de misterios en la tradición granadina, y en el que la leyenda narrada por Ginés Pérez de Hita, sitúa los encuentros de la esposa de Boabdil con un caballero, miembro del clan de los Abencerrajes, pariente del sultán. El patio, muy modificado en época cristiana, conserva, sin embargo la influencia de sus antiguos habitantes, en lo que Chueca Goitia dio en llamar invariantes castizos, y el encanto romántico de sus surtidores y su frondosa vegetación. La construcción del patio se remonta a la época comprendida entre finales del siglo XIII y el primer cuarto del siglo XIV.

### Jardines Altos y la Escalera del Agua

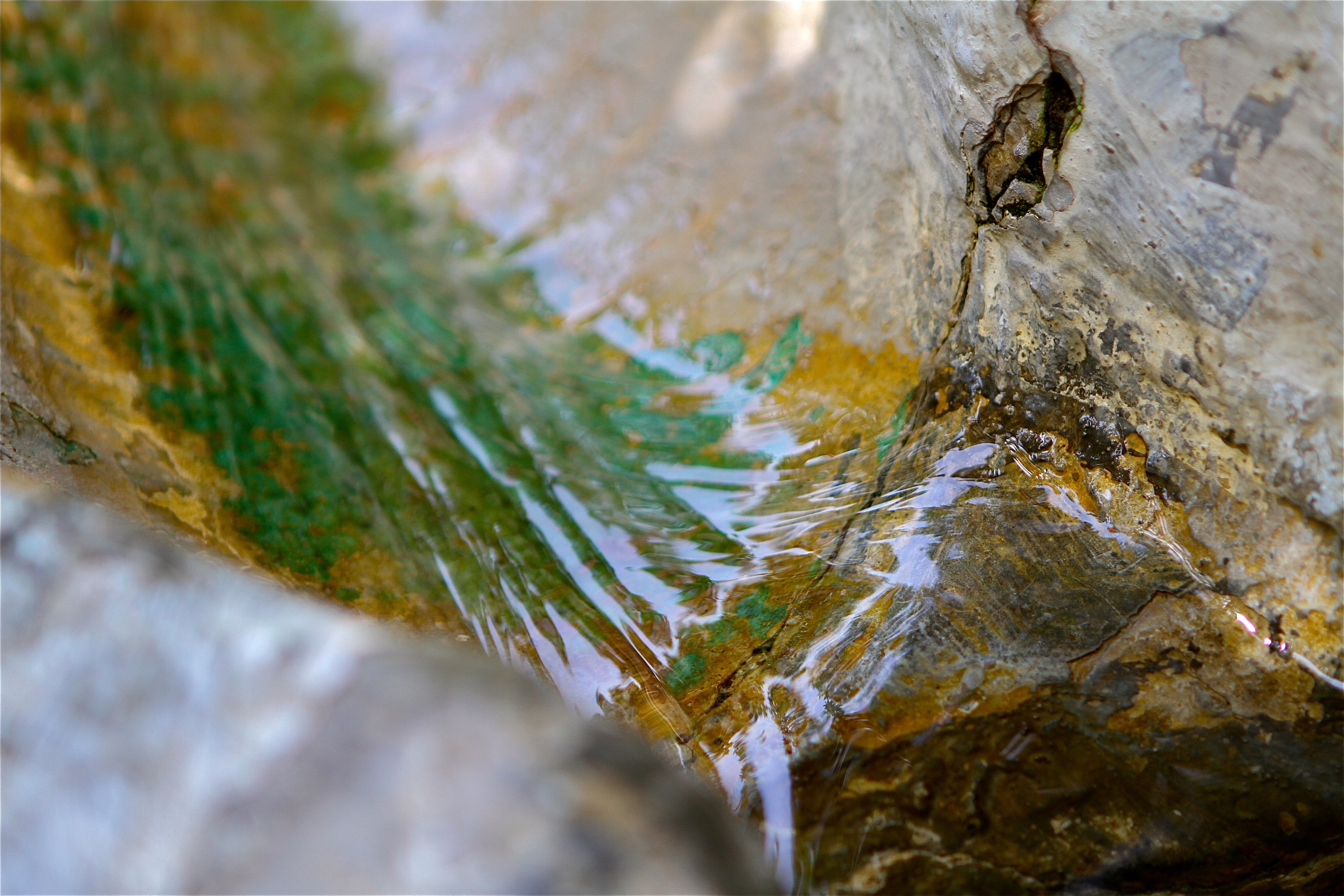
Escalera del Agua

A continuación, y prosiguiendo el ascenso, a través de la escalera de los leones, se llega a los denominados Jardines Altos del Palacio. Para ello se pasa por la Escalera del Agua, ingenioso artificio al servicio del disfrute de los sentidos.
El objetivo principal de dicha escalera era comunicar el palacio del Generalife con una pequeña capilla situada en lo alto de la colina. El acceso, en pendiente, representaba un problema que el alarife nazarí supo salvar con singular maestría: la escalera, interrumpida por varios descansillos de planta circular presididos por fuentes bajas, tiene como pasamanos dos canales hechos con humildes tejas y ladrillos y encalados. Por ellos discurre el agua de la Acequia Real, abrupta e irregularmente produciendo una sinfonía de tranquilidad y reposo, y humedeciendo el ambiente, todo bajo una cerrada bóveda de laureles.
El espacio resultante, umbrío y fresco, servía a la vez para efectuar las abluciones previas a la oración, y de esa manera, se convertía en el sahn que toda mezquita requiere. La escalera es toda una lección arquitectónica de respuesta a un condicionante sabiendo hacer de necesidad virtud y con los materiales más pobres.

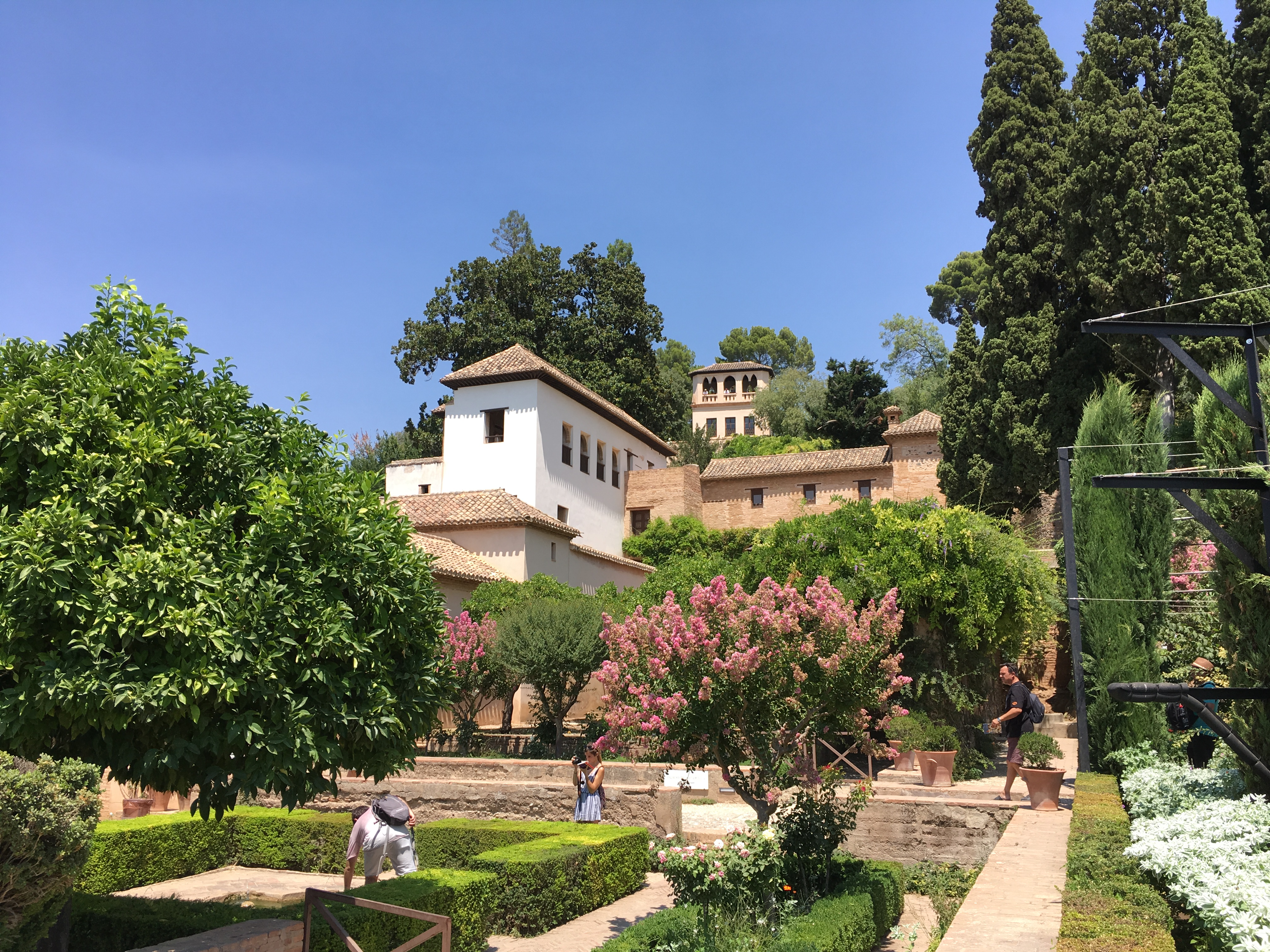
Jardines del Generalife

## Entorno

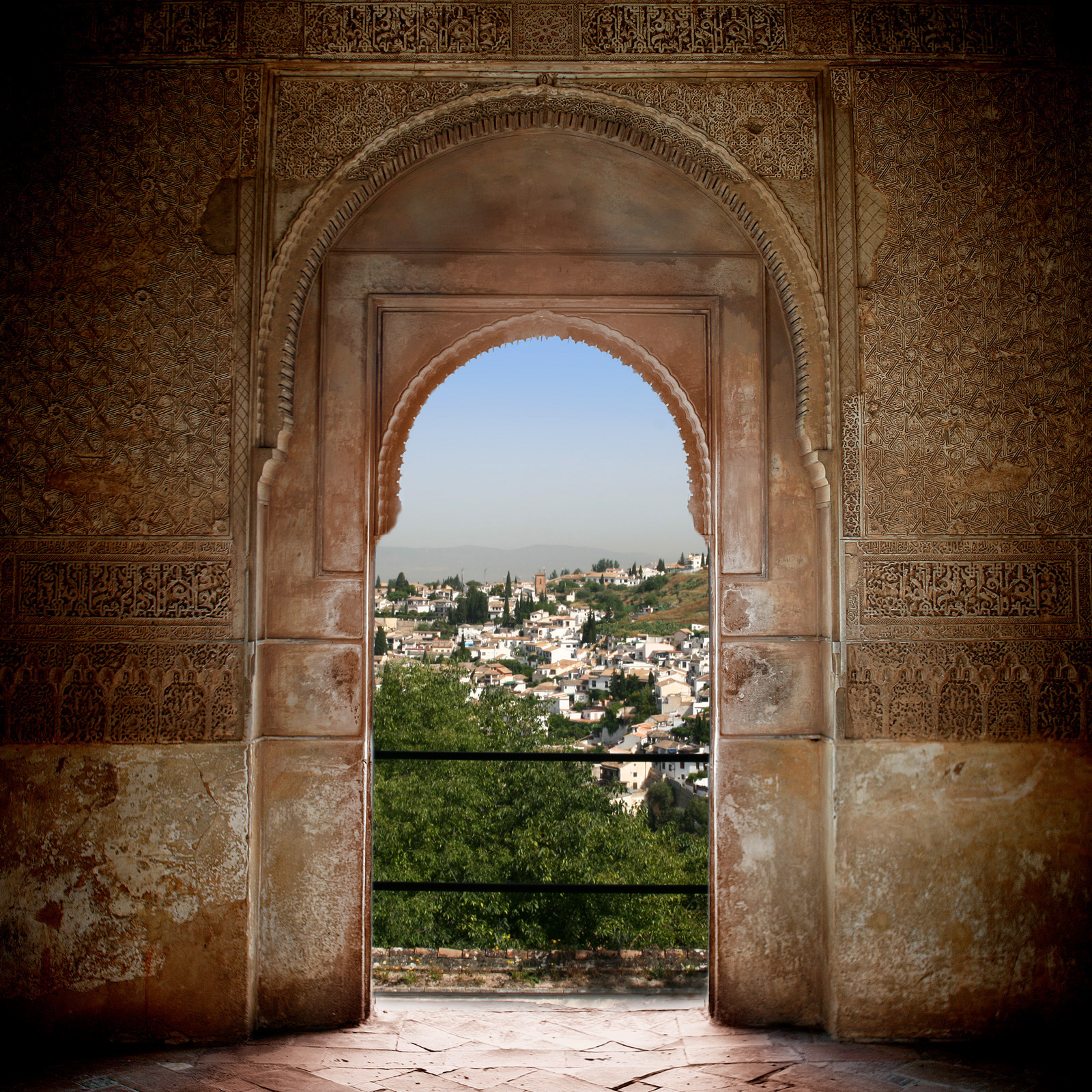
Vistas desde el mirador de Ismail

El Generalife está situado en una de las laderas del llamado Cerro del Sol, separado de la Alhambra por el barranco de la cuesta de los Chinos, acceso de origen medieval a ambos recintos, desde la ciudad musulmana. Cerca del Generalife, y relacionadas con él, se encuentran diversas construcciones de época nazarí, como Los Albercones, los restos del palacio de Dar al-Arusa y la Silla del Moro. Un poco más alejados, pero formando parte del mismo sistema hidráulico de la Acequia Real-Dehesa del Generalife, existen restos de la llamada Alberca Rota, del Albercón del Negro y otras construcciones, como el Aljibe de la Lluvia.

## Acceso

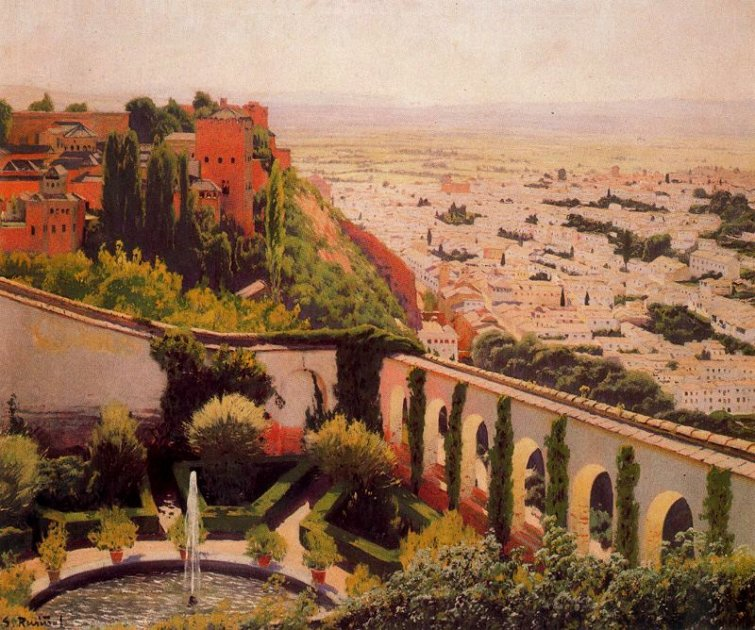
El Generalife visto por Santiago Rusiñol

El Generalife tuvo en su momento tres vías de acceso, una proveniente de la Alhambra, destinada al sultán y su séquito, otra se situaba hacia el extremo sureste, próxima al pabellón de entrada, y una tercera en el norte, por el llamado Postigo de los carneros.
El acceso se efectúa hoy día por los denominados «Jardines Nuevos» y el «Paseo de los Cipreses», fruto del saber hacer de Francisco Prieto Moreno, que fueron iniciados en 1931, y en los que creó una concatenación de espacios abiertos formados por cipreses que, por medio del arte topiario, figuran arquitecturas. Los espacios confinados reproducen modelos de patios de la Granada nazarí. La justa combinación de los referentes históricos y la tradición granadina (suelos empedrados, el uso del agua, los exuberantes macizos florales...) hace de los Jardines Nuevos un lugar destacado. En 1954 se inauguró un auditorio al aire libre, el Teatro del Generalife, fundamentalmente utilizado para las funciones de danza de los festivales de música y danza de Granada.
A continuación de los jardines mencionados, se accede al Generalife a través de dos patios de entrada al conjunto arquitectónico nazarí, que, al estar edificado en una ladera, y siguiendo una composición (paratas) que será la base de muchos cármenes granadinos, se escalona en estrechas franjas separadas por muros de contención. Así, los alarifes crearon una serie de espacios recoletos e íntimos, características comunes en la arquitectura musulmana, pero también volcados a las excepcionales vistas de la ciudad y la Alhambra.
El primer patio al que se accede es el llamado «del Apeadero», por tener un banco junto al muro del fondo preparado para la descabalgadura. El segundo, situado más alto sirve de comunicación por una empinada escalera al patio de la Acequia.

## Miscelánea
- El primer movimiento de la obra impresionista Noches en los jardines de España (1909-1915) de Manuel de Falla está ambientado en el Generalife.
- Paco de Lucía tiene una obra inspirada en el Generalife llamada Generalife bajo la luna.
- Joaquín Rodrigo escribió la obra Junto al Generalife para guitarra sola.
- En Granada hay un instituto de educación secundaria y bachillerato llamado Generalife.
- El primer alcaide del Generalife fue Gil Vázquez Rengifo.

## Véase también

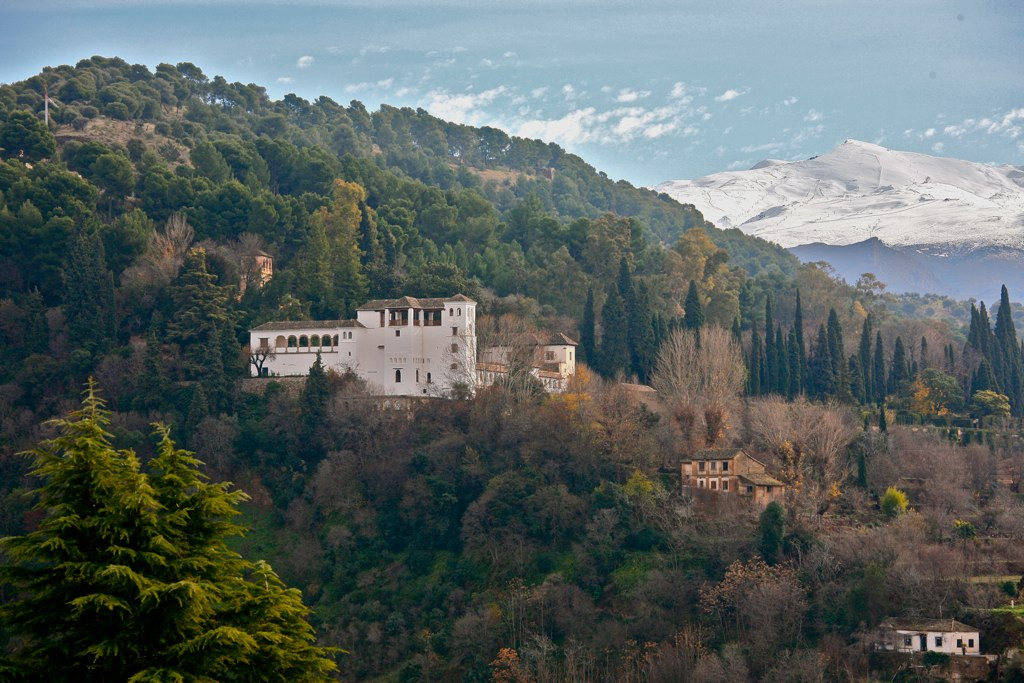
El Generalife desde el Albaicín